# Ramat ha-Koveš
Ramat ha-Koveš (hebrejsky רָמַת הַכּוֹבֵשׁ, doslova „Výšina dobyvatele“, v oficiálním přepisu do angličtiny Ramat HaKovesh) je vesnice typu kibuc v Izraeli, v Centrálním distriktu, v Oblastní radě Drom ha-Šaron.

## Geografie
Leží v nadmořské výšce 64 metrů v hustě osídlené a zemědělsky intenzivně využívané pobřežní nížině, respektive Šaronské planině, nedaleko od kopcovitých oblastí podél Zelené linie oddělujících vlastní Izrael v mezinárodně uznávaných hranicích od okupovaného Západního břehu Jordánu. Poblíž obce začíná vádí Nachal Poleg.
Obec se nachází 12 kilometrů od břehu Středozemního moře, cca 22 kilometrů severovýchodně od centra Tel Avivu, cca 65 kilometrů jižně od centra Haify a 5 kilometrů severovýchodně od města Kfar Saba. Ramat ha-Koveš obývají Židé, přičemž osídlení v tomto regionu je etnicky smíšené. Západním a jižním směrem v pobřežní nížině je osídlení ryze židovské. Na severovýchod od kibucu ovšem začíná část pásu měst a vesnic obývaných izraelskými Araby - takzvaný Trojúhelník. Konkrétně jde o město Tira necelé 2 kilometry odtud. 4 kilometry jihovýchodním směrem pak za Zelenou linií leží palestinské arabské město Kalkílija.
Ramat ha-Koveš je na dopravní síť napojen pomocí místní silnice číslo 554.

## Dějiny
Ramat ha-Koveš byl založen v roce 1932. Jméno získal podle osadnické skupiny ha-Koveš (הכובש), která se zformovala v roce 1925 v Petach Tikva z řad členů organizace he-Chaluc. V srpnu 1932 se tato skupina usadila v nynější lokalitě na pozemcích, které získal Židovský národní fond. Šlo tehdy o první židovskou osadu v tomto regionu mezi arabskými městy Tira a Kalkílija.
V dubnu 1936, na počátku arabského povstání v tehdejší mandátní Palestině, byl kibuc napaden Araby. Ozbrojené incidenty tu pokračovaly i v následujících letech. V srpnu 1938 zemřelo 8 Židů poté, co narazili na minu položenou zde arabskými ozbrojenci. Celkem při povstání zahynulo 15 členů kibucu. V listopadu 1943 byl kibuc terčem britské razie, zaměřené na vyhledávání tajných židovských skladišť zbraní. Členové kibucu razii fyzicky bránili a došlo ke střetu s britskými silami, při kterých byl jeden obyvatel kibucu zabit a několik zraněno. Hebrejský tisk reagoval na tuto konfrontaci jedenáctidenní stávkou, během které odmítal uveřejnit oficiální britskou zprávu o razii. Mandátní úřady reagovaly hrozbou trvalého pozastavení vydávání novin Davar a ha-Boker.
Po druhé světové válce kibuc přijal 25 židovských dětí, které přežily holokaust. Během války za nezávislost v roce 1948 se osada ve frontové linii a po několik měsíců byla vystavena ostřelování z nedalekých arabských pozic. Arabská sídla tehdy obklopovala kibuc daleko výrazněji než v současnosti. Až do války v roce 1948 totiž stávala i cca 1 kilometr západně od kibucu arabská vesnice Miska. Byla založena během arabské expanze v raném středověku. Roku 1931 měla Miska 635 obyvatel a 123 domů. Stála tu mešita a základní škola. Počátkem války v dubnu 1948 byla tato oblast ovládnuta židovskými silami a arabské osídlení zde skončilo. Zástavba vesnice pak byla zbořena s výjimkou objektů školy a mešity.
Před koncem 40. let 20. století měl kibuc Ramat ha-Koveš pod svou správou území o ploše 1395 dunamů (1,395 kilometru čtverečního). Po roce 1965 měla osada prosperující citrusové plantáže a velkou pekárnu. Správní území kibucu v současnosti dosahuje 4500 dunamů (4,5 kilometru čtverečního). Místní ekonomika je založena na zemědělství a průmyslu (gumárenská firma).

## Demografie
Podle údajů z roku 2014 tvořili naprostou většinu obyvatel v Ramat ha-Koveš Židé (včetně statistické kategorie "ostatní", která zahrnuje nearabské obyvatele židovského původu ale bez formální příslušnosti k židovskému náboženství).
Jde o menší sídlo vesnického typu s dlouhodobě rostoucí populací. K 31. prosinci 2014 zde žilo 1029 lidí. Během roku 2014 populace stoupla o 2,3 %.
| Rok            | 1948 | 1961 | 1972 | 1983 | 1995 | 2001 | 2003 | 2004 | 2005 | 2006 | 2007 | 2008 | 2009 | 2010 | 2011 | 2012 | 2013 | 2014 |
| -------------- | ---- | ---- | ---- | ---- | ---- | ---- | ---- | ---- | ---- | ---- | ---- | ---- | ---- | ---- | ---- | ---- | ---- | ---- |
| Počet obyvatel | 360  | 566  | 535  | 618  | 610  | 583  | 589  | 595  | 591  | 614  | 616  | 641  | 919  | 940  | 958  | 965  | 1006 | 1029 |